# Estação Rastila

Rastila é uma estação das 16 estações da linha única do Metro de Helsínquia.
| Oeste ou norte             |  |        |  | Leste ou Sul     |
| -------------------------- |  | ------ |  | ---------------- |
| Puotila sentido Kivenlahti |  | M1 (d) |  | Vuosaari término |
| editar no Wikidata         |  |        |  |                  |